# Le Fugitif (série télévisée, 2000)
Pour les articles homonymes, voir Le Fugitif.
Le Fugitif (The Fugitive) est une série télévisée américaine en 22 épisodes de 50 minutes, diffusée du 6 octobre 2000 au 25 mai 2001 sur le réseau CBS. Il s'agit du remake de la série 
Le Fugitif de 1963.
En France, la série a été diffusée à partir d'avril 2001 sur France 2 et depuis 2005 sur Paris Première.

## Synopsis
Le docteur Richard Kimble accusé à tort du meurtre de sa femme fuit la police pour éviter la condamnation à mort pour trouver l'assassin, un mystérieux manchot.

## Distribution
- Timothy Daly (VF : Tony Joudrier) : Dr Richard Kimble
- Mykelti Williamson (VF : Jean-Jacques Nervest) : Lieutenant Philip Gerard
- Stephen Lang (VF : Paul Borne) : Ben Charnquist / Le manchot
- Connie Britton : Maggie Kimble-Hume
- Bob Morrisey (VF : Christian Peythieu) : le capitaine Michael McLaren
- Richard Brestoff : Abe Eisenberg

## Épisodes
1. Le Fugitif (Pilot)
2. Le Manchot (The Hands of a Stranger)
3. Culpabilité (Guilt)
4. Loin de chez soi (Far from Home)
5. DrRichardKimble.com (DrRichardKimble.com)
6. Toujours plus loin (Miles to Go)
7. La Prière de Saint-Christophe (St. Christopher's Prayer)
8. Asile (Sanctuary)
9. Poker menteur (Liar's Poker)
10. Lagniappe (Lagniappe)
11. La Fête des morts (New Orleans Saints)
12. Protection rapprochée (Safekeeping)
13. Parmi les damnés (And in That Darkness)
14. Des amis fidèles (Past Perfect)
15. Jenny - 1re partie (Jenny - Part 1)
16. Pris au piège - 2e partie (Strapped - Part 2)
17. Au gré des vents (Sea Change)
18. Le Cadeau de Tucker (Tucker's Gift)
19. Ma chair et mon sang (Flesh and Blood)
20. Smith 282 (Smith 282)
21. Le Crépuscule des Dieux - 1re partie (Gotterdammerung - Part 1 )
22. La Mort rôde - 2de partie (Thanatos - Part 2)

## Le Manchot
- Dans l'intégrale de la Deuxième série Stephen Lang "le Manchot : Ben Charnquist" apparait dans les épisodes suivants:

- Le Fugitif (Pilot)
- Le Manchot
- Toujours plus loin
- Poker menteur
- La Fête des morts
- Protection rapprochée
- Parmi les damnés
- Des amis fidèles
- Jenny - 1re partie
- Pris au piège - 2e partie
- Au gré des vents
- Le Cadeau de Tucker
- Ma chair et mon sang
- Smith 282

## Autour de la série
Ces séries seraient inspirées de l'histoire vraie du Docteur Sam Sheppard accusé à tort du meurtre et du viol de sa femme. L'affaire est mentionnée dans un site internet de la deuxième série. Mais les auteurs de la première série ont toujours démenti la chose. La « ressemblance » peut relever d'une « pure coïncidence » comme l'indique la précision du générique final de beaucoup de séries télévisées ; générique auquel cette série ne fait pas exception. Contrairement à Sam Sheppard qui vit le véritable conte de fée du rêve américain, Richard Kimble n'a pas d'enfants, ce qui est à l'origine de disputes continuelles avec sa femme, à l'origine des accusations portées contre lui. Le meurtrier dans la fiction est un rôdeur amputé du bras droit, alors que le personnage soupçonné dans l'histoire du docteur Sheppard serait leur jardinier... qui n'est pas manchot. Le nom du policier acharné sur le docteur Kimble, Philip Gérard, également sans équivalent dans l'affaire Sheppard, renvoie indirectement à Sherlock Holmes. Son fondateur Conan Doyle créa également un personnage français, le brigadier Étienne Gérard ; patronyme qui ne se porte pas chez les Américains de souche.

## DVD
Aux États-Unis, l'intégrale de la première série du fugitif sort en gros coffret de 33 DVD le : 01/11/2011

### Films
- Le Fugitif (The Fugitive) réalisé par Andrew Davis en 1993
- U.S. Marshals réalisé par Stuart Baird en 1998

### Série télévisée
- Le Fugitif (2020), une série télévisée américaine, remake de la série de 1963 et du film de 1993.